# Р119 (автодорога, Россия)
Федеральная автомобильная дорога Р119 — федеральная автодорога России Орёл — Ливны — Елец — Липецк — Тамбов. Проходит по территории Орловской, Липецкой и Тамбовской областей. Длина автодороги составляет 408 км.

## История
Строительство первого участка дороги было начато в 1960-х годах, он представлял собой бетонку, соединяющую Липецк и Песковатку. Первая очередь была готова к 1974 году, а целиком этот участок был сдан в 1981 году. Параллельно в начале 1960-х годов с применением новейших технологий своего времени строился участок Елец — Липецк. Во время строительства произошёл трагический случай: на дорогу упал высоковольтный кабель, и прораб, ехавший на мотоцикле перед автобусом с рабочими, специально наехал на него. Сам он был убит током, но предотвратил множество смертей, так как водитель автобуса, увидев вспышку, успел затормозить.
В марте 2023 года Советом Федерации было принято решение о расширении до четырёх полос Елецкого шоссе — 55-километрового участка дороги от Ельца до Липецка, так как нагрузка на неё давно превысила третий класс автодорог, и этот участок Р119 соединяет Липецк с трассой М4 «Дон», самым удобным путём как на север к Москве, так и на юг к Воронежу и далее к южным регионам России.

## Маршрут

#### Орловская область

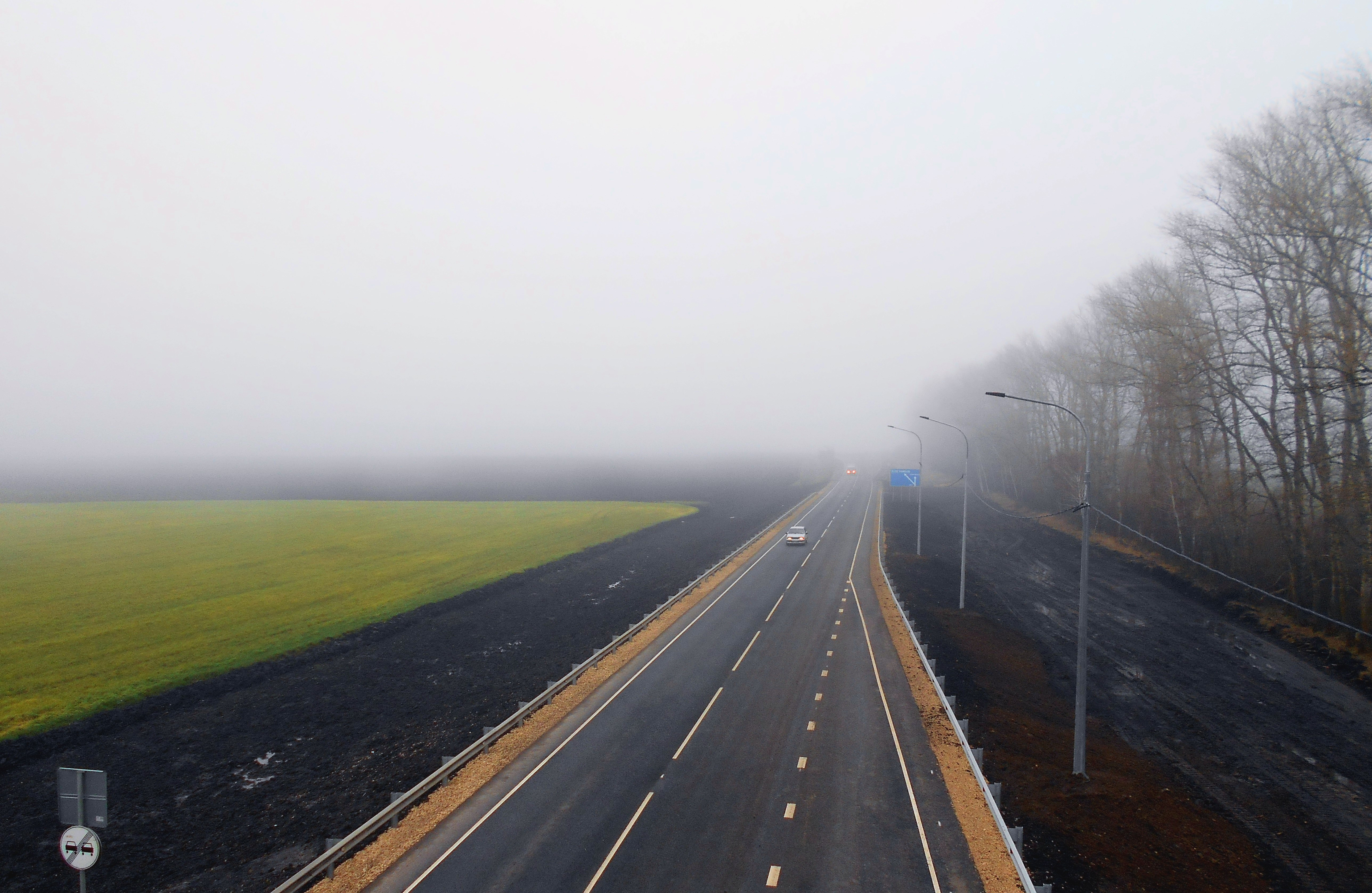
Р119 в Орловской области, 2017 год

Трасса начинается от Ливенской улицы Орла, проходит 40 км до посёлка Змиёвка через Хотетово далее 58 км до села Дросково. Далее автодорога проходит по северной окраине города Ливны.

#### Липецкая область

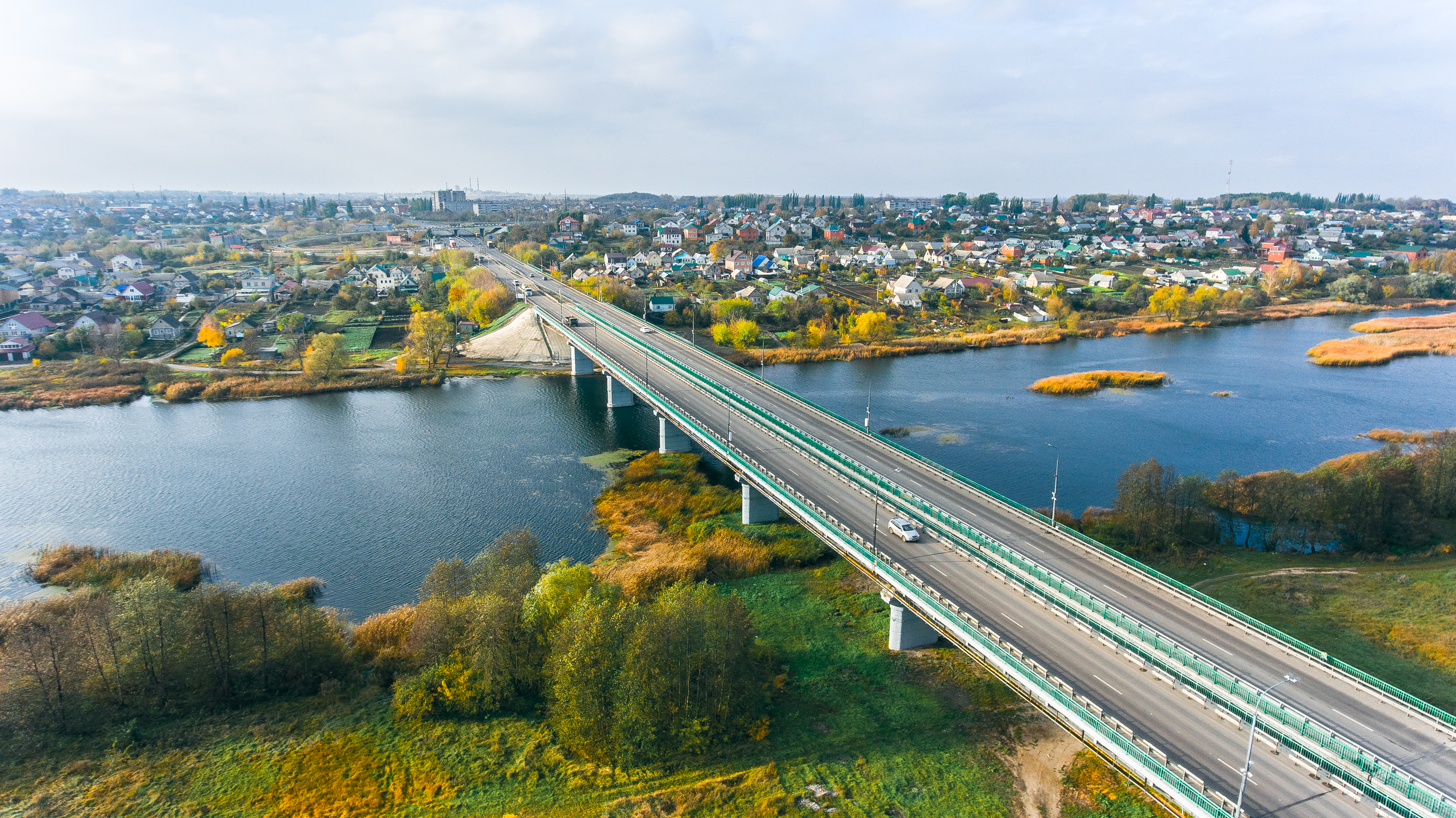
Мост через р. Воронеж на 302 км автодороги Р119 (вид на Липецк)

После Ливен дорога продолжается по Липецкой области, через село Чернава. Через 41 км дорога идёт по Казакам. Далее автодорога проходит через один из двух крупнейших городов области Елец. В городе пересекается с автомагистралью М-4 «Дон». После Ельца дорога продолжает путь по населённым пунктам Буевка и Екатериновка. Затем на транспортной развязке с обходом Ельца трасса продолжается прямо до Липецка, этот участок носит название «Елецкое шоссе», затем трасса обходит Липецк с севера, пересекая реку Воронеж и на участке от 285 км до 319 км совпадая с ЛКАД, далее направляясь на восток к границе с Тамбовской областью.

#### Тамбовская область
Дорога проходит по территории Тамбовской области через населённые пункты Песковатка и Авдеевка и заканчивается транспортной развязкой с трассой Р22 «Каспий», не доходя до Тамбова 8 км.

## Состояние дороги
По состоянию на 2011 год почти на всем протяжении трассы дорога имеет ширину 7-8 м, двухполосное движение, есть четырёхполосные участки (в городах). На участке от Орла до Ливен состояние дорожного покрытия местами плохое, среди асфальта встречаются островки бетонных плит. После асфальтовое покрытие находится во вполне удовлетворительном состоянии, вплоть до границы с Тамбовской областью. В пределах Тамбовской области местами встречается бетонное покрытие. На участке между г. Ельцом и д. Капани находится проблемный железнодорожный переезд, создающий километровый затор из-за плохого асфальтового покрытия на нём.